# Saison 15 des Enquêtes de Murdoch
Chronologie
Saison 14 Saison 16
La quinzième saison des Enquêtes de Murdoch est constituée de vingt-quatre épisodes.
En France, seuls les dix premiers épisodes ont été diffusés. En avril 2023, France Télévision déclare que les autres épisodes seront prochainement diffusés sur France 3. Le programme ne revient cependant pas à l'antenne. L'épisode 11 est diffusé le 22 décembre 2024, vingt mois plus tard.

## Synopsis
William doit protéger sa famille de la Main Noire, George est aux prises avec une kidnappeuse quelque peu dérangée et l'une de ses tantes est suspectée de meurtre.

## Distribution

### Acteurs principaux
- Yannick Bisson (VF : Jean-Philippe Puymartin) : Détective William Murdoch
- Thomas Craig (VF : Patrice Dozier) : Inspecteur Thomas Brackenreid
- Jonny Harris (VF : Luc Arden) : Agent George Crabtree
- Hélène Joy (VF : Dominique Westberg) : Dre Julia Ogden
- Lachlan Murdoch (VF : Philippe Bozo) : Agent Henry Higgins

### Acteurs récurrents
- Arwen Humphreys (VF : Marie-Laure Dougnac) : Margaret Brackenreid (11 épisodes)
- Daniel Maslany (VF : Christophe Lemoine) : Inspecteur Llewellyn Watts (21 épisodes)
- Bea Santos (VF : Cindy Tempez) : Louise Cherry (6 épisodes)
- Shanice Banton (VF : Fily Keita) : Violet Hart (21 épisodes)
- Siobhan Murphy (en) (VF : Véronique Picciotto) : Ruth Newsome (2 épisodes)
- Clare McConnell (VF : Kahina Tagherset) : Effie Newsome (11 épisodes)
- Kennedy Bre Hall / Quinn Rae Hall :  Susannah Murdoch (3 épisodes)
- James McGowan (VF : Bernard Lanneau) : Dr Forbes (2 épisodes)
- Jesse LaVercombe (en) (VF : Clément Moreau) : Jack Walker (4 épisodes)
- Alex Paxton-Beesley (VF : Barbara Beretta) : Winifred « Freddie » Pink (2 épisodes)
- Peter Keleghan (VF : Lionel Henry (acteur)) : Terrence Meyers (2 épisodes)
- Etienne Kellici : Harry Murdoch (5 épisodes)
- Nathan Hoppe : Agent McNabb (3 épisodes)
- Sarah Swire : Dorothy / Amelia Ernst (3 épisodes)
- Brendan Murray (VF : Damien Boisseau) : Frank Rhodes (4 épisodes)
- Paul Irving : Agent Paul (4 épisodes)
- David Andrew Reid : Milo Strange (9 épisodes)
- Samantha Walkes (VF : Aurélie Konaté) : Cassiopeia Bright (7 épisodes)

### Invités
- Peter Stebbings (VF : Alexis Victor) : James Pendrick
- Charles Vandervaart (VF : Maxime Baudouin) : John Brackenreid
- Christopher Jones : Bobby Brackenreid
- Nigel Bennett (VF : Georges Claisse) : Percival Giles
- Peyton Kennedy / Eva Foote : Mary Pickford
- Diego Matamoros (en) : Sigmund Freud
- Derwin Phillips : W. E. B. Du Bois
- Michael Blake : Booker T. Washington
- Richard Walters : Huddie William Ledbetter

## Liste des épisodes
1. Ce qu'on fait par amour, partie 1
2. Ce qu'on fait par amour, partie 2
3. La Traque
4. Le Crime du Toronto Express
5. Argent et sentiments
6. Souviens-toi… l'automne dernier
7. L'Incorrigible docteur Ogden
8. Comme chien et chat
9. Madame a disparu
10. Un sang d'encre
11. L'étrange Noël de l'inspecteur Murdoch
12. Le grand départ de Mary Pickford
13. Murdoch en analyse
14. Les sorcières de Toronto
15. Ralph et sa horde
16. Un tournoi mouvementé
17. Des préjugés tenaces
18. Une famille sans histoires
19. Délit de pauvreté
20. Le salon de partage planétaire Pendrick
21. La musique du diable
22. Douce Amelia
23. Les conséquences de nos actes
24. Rencontres d'un autre type

### Épisode 1:Ce qu'on fait par amour, partie 1
- Canada : 13 septembre 2021 sur CBC
- France : 5 mars 2023 sur France 3

- France : 2.03 millions de téléspectateurs[3]

- Peter Shinkoda : Hakuri Nakamura
- Zoe Doyle : Yua Nakamura
- Andrew Jaehyun Park : Keiji Nakamura
- Morgan David Jones : Jack Larkin
- Susanna Fournier : Eliza Day
- Austin Strugnell : Ball
- Nicolas Van Burek : Farrow
- Brendan Wall : Inspecteur Decker
- Steven John Dixon : Agent de police
- Joel Edmiston : Prison Guard
- Alex Harrouch : Georges
- Nola Augustson : Beatrice
- Stephen Sparks : Avocat
- Terry Belleville : Jones
- Alison Lawrence : Voisin en colère
- Marquise Taylor : Voisin
- Lindsay Merrithew : Policier de Montréal
- Amélie Albert-LeBlanc : Fleuriste
- John Andrews : Policier de Montréal

### Épisode 2:Ce qu'on fait par amour, partie 2
- Canada : 27 septembre 2021 sur CBC
- France : 5 mars 2023 sur France 3

- Peter Shinkoda : Hakuri Nakamura
- Zoe Doyle : Yua Nakamura
- Andrew Jaehyun Park : Keiji Nakamura
- Miho Suzuki : Minori Nakamura
- Alex Harrouch : Georges
- Franco Lo Presti : Tony
- Austin Di Iulio : Joe Falcone
- Susanna Fournier : Eliza Day
- Nola Augustson : Beatrice
- Brian King : Andrew
- Lilli Furfaro : Infirmière
- Nicolas Van Burek : Farrow
- Austin Strugnell : Ball
- Veronica Denson : Veronica Bowden

### Épisode 3:La Traque
- Canada : 4 octobre 2021 sur CBC
- France : 4 octobre 2021 sur France 3

- France : 1.97 millions de téléspectateurs[4]

- Ian Matthews : Détective Gerrard Samuel
- John Jarvis : Warden MacNeil
- Greg Ellwand : Fenton Wallace
- Mikaela Bisson : Amy Wallace
- R Austin Ball : Whitney Jacobson
- Tess Benger : Nora
- Gordon S. Miller : Jimmy Mortimer
- Maiko Munroe : Mary Suddon
- Brian Kaulback : John Hodge
- Desmond Campbell : Fossoyeur
- Phillip MacKenzie : Garde

### Épisode 4:Le Crime du Toronto Express
- Canada : 11 octobre 2021 sur CBC
- France : 4 octobre 2021 sur France 3

- France : 1.83 millions de téléspectateurs[5]

- Joseph Ziegler : Rod Sitwell
- Conrad Coates : Cliff Adams
- Richard Chevolleau : Charlie Pinsky
- Christina Collings : Mrs. Dooley
- Christopher B. MacCabe : Ben Miller
- Eva Link : Clara Walker

### Épisode 5:Argent et sentiments
- Canada : 18 octobre 2021 sur CBC
- France : 19 mars 2023 sur France 3

- France : 1.79 millions de téléspectateurs[6]

- Kelly Penner : Dr. Deakins
- Debra McGrath : Zinnia Hobson
- Shaun Benson : Anthony Quivell / Owen McCall
- Eve Crawford : Flora McCall
- Samora Smallwood : Viola Treatly
- Valerie Boyle : Alberta Binchey
- Amelia Sargisson : Nancy Robinson
- Subhash Santosh : Barman de l'hôtel
- Kyla Musselman : Infirmière

### Épisode 6:Souviens-toi… l'automne dernier
- Canada : 25 octobre 2021 sur CBC
- France : 19 mars 2023 sur France 3

- France : 1.59 millions de téléspectateurs[7]

- Lucy Ellis : Irene Robbins
- Lyla Porter-Follows : Leigh Iverson
- Michael Therriault : Roger Douglas
- Ben Caldwell : Perry Balfour
- Mika Amonsen : Donovan Kent
- Ellie O'Brien : Andrea Porter
- Jamie Lauren : Heather Iverson

### Épisode 7:L'Incorrigible docteur Ogden
- Canada : 1er novembre 2021 sur CBC
- France : 26 mars 2023 sur France 3

- France : 1.87 millions de téléspectateurs[8]

- Murry Peeters : Queenie Dowson
- August Winter : Edna Emerson
- Sabrina Grdevich : Dr. Almira Cotton
- Hilary McCormack : Infirmière Adelina DiMartino
- Sarah Dodd : Infirmière en chef Helga Klotz
- Craig Eldridge : Warden Josiah Burke
- Eric Trask : Burt Schlage
- Maggie May : Winifred Sanders
- Colton Clause : Leon Redbird
- Rhoslynne Bugay : Modiste
- Veronica Denson : Veronica Bowden

### Épisode 8:Comme chien et chat
- Canada : 8 novembre 2021 sur CBC
- France : 26 mars 2023 sur France 3

- France : 1.70 millions de téléspectateurs[9]

- Cynthia Preston : Sue Billingsley
- Jim Annan : Herm Billingsley
- Nicholas Fry : Howie
- Jonah Amador : Fred
- Spencer Macpherson : Lyle 'Junior' Anderson
- Brielle Robillard : Lorraine Anderson
- Gregory Waters : Bud Kitterman
- Spencer West : Laveur de vitres
- Frank Deluca : Coach Keen
- Derek Murchie : Albert Waxworthy

### Épisode 9:Madame a disparu
- Canada : 15 novembre 2021 sur CBC
- France : 2 avril 2023 sur France 3

- France : 1.78 millions de téléspectateurs[10]

- Cyrus Lane : Rupert Newsome
- Roger Honeywell : Everett 'Dadah' Helmsworthy
- Kira Guloien : Lucinda Helmsworthy-Newsome
- Stephanie Belding : Infirmière Kate Sullivan
- Stephen Vincelli : Agent Stephen
- Tim Ziegler : Kidnappeur
- Ellie Moon : Helena

### Épisode 10:Un sang d'encre
- Canada : 22 novembre 2021 sur CBC
- France : 2 avril 2023 sur France 3

- France : 1.63 millions de téléspectateurs[11]

- Jack Mosshammer : Conseiller Rekker
- Matthew Edison : Kole Fox
- Doug MacLeod : Rexford Samuel Denison III
- Thom Marriott : Logan Locke
- Drew Moss : Photographe
- Nck Name : Régisseur

### Épisode 11:L'étrange Noël de l'inspecteur Murdoch
- Canada : 29 novembre 2021 sur CBC

- Michelle Giroux : Gwen Luff
- Eric Woolfe : Elmer Burnside
- Heather Sanderson : Mary Farn
- Pat Thornton : Conducteur
- Tianna SwamiNathan : Maureen
- Leonardo Mallinos : Charlie
- Breeze Dango : Tammy
- Mike Jackson : Peter Smith
- Kirstin Rae Hinton : Mère
- Jayden Kirton : Paul Jr.
- Kyle James Butler : John Maitland (non-crédité)

### Épisode 12:Le grand départ deMary Pickford
- Canada : 3 janvier 2022 sur CBC

- Ennis Esmer : Edwin Scantage
- Rachel Wilson : Charlotte Hennessy
- Amanda Jeanette Bridel : Susan Halliday
- Liam Tobin : Owen Moore
- Mike 'Nug' Nahrgang : Percy Leavey
- Mark Sparks : Ezra Steele
- Graham Conway : Fonctionnaire de la ville
- David DiFrancesco : Blake Berger

### Épisode 13:Murdoch en analyse
- Canada : 10 janvier 2022 sur CBC

- Jeff Lillico : Carl Jung
- Trevor Hayes : Charlie Davidson
- Karl Graboshas : Sandor Ferenczi
- Nathan Carroll : Ernest Jones
- Ian Simpson : Victor Severn

### Épisode 14:Les sorcières de Toronto
- Canada : 17 janvier 2022 sur CBC

- Lisa Michelle Cornelius : Minerva West
- Billy MacLellan : Gunther Wenders
- Severn Thompson : Katrina Wenders
- Elsbeth McCall : Greta 'Elsbeth Nighthawk' Wenders
- Subhash Santosh : Wilbur
- Biaah Nugara : Betsy
- Sedina Fiati : Verona

### Épisode 15:Ralph et sa horde
- Canada : 24 janvier 2022 sur CBC

- Colin Mochrie : Ralph Fellows
- Brandon Oakes : Uriah
- Dylan Trowbridge : Otto Hienzman
- Shaquille James-Hosten : Rooster
- Andy Marshall : Mr. Smith
- Tammy Isbell : Lucille Cartwright
- Wayne Ward : Franklin Cartwright
- Julie Nolke : Prudence
- Anthony Jhade : Billy Williams
- Basel Daoud : Cabbie

### Épisode 16:Un tournoi mouvementé
- Canada : 31 janvier 2022 sur CBC

- Nicholas Fry : Fast Freddie
- Nash Raymond : Slim Sydney
- Nigel Hamer : Dr. James Naismith
- Marnie McPhail : Daisy Stewart
- John Nelles : Robert Shanley
- Jasper Jordan : Darryl Shanley
- Mark Sparks : Ezra Steele
- Rex Hagon : Mayor Alex McKenzie
- Melody Johnson : Lillian Belton
- Tammy Isbell : Lucille Cartwright
- Wayne Ward : Franklin Cartwright
- Julie Nolke : Prudence
- Shawn Roberts : Simon
- Ashley Comeau : Rose
- Nick Nurse : Préposé aux vestiaires

### Épisode 17:Des préjugés tenaces
- Canada : 21 février 2022 sur CBC

- Birva Pandya : Florence
- Mark Taylor (en) : Isaiah Buchanan
- Kwaku Adu-Poku : Folley Harper
- Kevin Fox : Inspecteur en chef Max O'Malley
- Andrew Cromwell : Agent Lester Jope
- Ryan Taerk : Ethan Lowell
- Kyle Derek : Daniel Lowell
- Daniel McCormack : Julius Danforth
- Amanda Barker : Juge Perrywinkle
- Jackson Reid : Owen

### Épisode 18:Une famille sans histoires
- Canada : 28 février 2022 sur CBC

- Daniel Jun : Mr. Vincent Park
- Uni Park : Mrs. Natalie Yoo
- Sean Baek : Mr. Aaron Park
- Chantelle Han : Miss Rachel Park
- Anastasia Marinina : Klavdia Federov
- Henry Firmston : Dmitri Popov
- Arrielle Edwards : Ballerine
- Stephen McGrath : Mr. Caraway
- Rhoslynne Bugay : Modiste

### Épisode 19:Délit de pauvreté
- Canada : 7 mars 2022 sur CBC

- Vivien Endicott Douglas : Vera Chambers
- Lisa Ryder : Stella Chambers
- Shawn Campbell : Arnold Chambers
- Jack Copland : Eugene Chambers
- Will Carr : Albert Jones
- Kyla Avril Young : Henrietta Stiles
- Chandler Loryn : Adelaide
- Andrea Carter : Helen Malone
- Reid Janisse : Donald
- Rothaford Gray : Hank Herman
- Sam Asante : Morris Graves
- Marqus Bobesich : Eddie Stone
- Hayden Finkelshtain : Mr. Reed
- Eric Trask : Burl Schlage
- Jim Chad : Invité du mariage (non-crédité)

### Épisode 20:Le salon de partage planétaire Pendrick
- Canada : 14 mars 2022 sur CBC

- Jonathon Young : Ernest Harding
- Steffi DiDomenicantonio : Melody Struthers
- Janet Porter : Donna Farrow
- Christopher Hayes : Garth Trent
- David Klein : Sam Waters
- David Rowan : Vincent Corma

### Épisode 21:La musique du diable
- Canada : 21 mars 2022 sur CBC

- Mark Sparks : Ezra Steele
- Virgilia Griffith : Beulah Jacobs
- Scott Gorman : Vendeur de bretzels
- Jenni Burke : Lectrice de tarot
- Laz Geronikolos : Hermes Aetos
- Shanda Bezic : Charity
- Tim Walker : Barman
- Geddy Lee : Tom Sawyer (cocher)

### Épisode 22:Douce Amelia
- Canada : 28 mars 2022 sur CBC

- Stuart Hughes : Charlie Appleby
- Alice Snaden : Edwina Walmsley
- Neil Crone : Procureur de la Couronne Alister Gordon
- Nicolas Van Burek : Farrow
- Spencer West : Laveur de vitres
- Alden Adair : Inspecteur Hendrickson
- Sturla Alvsvaag : Jimmy Seaton
- Tanya Rintoul : Gérant de l'hôtel
- Brock Johnson : Wayne
- Jamie Jones : Patron du bar
- Dalien World : Vagabond
- Morgan David Jones : Jack Larkin (non-crédité)
- Austin Strugnell : Ball (non-crédité)

### Épisode 23:Les conséquences de nos actes
- Canada : 4 avril 2022 sur CBC

- Sergio Di Zio : Père Rockford
- Jonathan Potts : Peregrine 'Perry' Newsome
- Teresa Pavlinek : Deidre Newsome
- Christopher Jacot (en) : Roderick H. Roderick
- Amy Stewart : Millie Montgomery
- Jessica Allen : Myra Townsend
- Katie Nora Walters : Harriet Townsend
- Scott Wickware : Wilf Townsend

### Épisode 24:Rencontres d'un autre type
- Canada : 11 avril 2022 sur CBC

- Alex Harrouch : Agent Georges Fournier
- Roger Cross : Maurice Majors
- Sergio Di Zio : Père Rockford
- Jonathan Potts : Peregrine 'Perry' Newsome
- Teresa Pavlinek : Deidre Newsome
- Christopher Jacot (en) : Roderick H. Roderick
- Amy Stewart : Millie Montgomery
- Jessica Allen : Myra Townsend
- Scott Wickware : Wilf Townsend
- Nora Sheehan : Tante Chrysanthème
- Marcus Tarnoy : Sniper
- Jermaine Q. James : Agent de la billetterie
- Keith Savage : Prêtre
- Jim Chad : Invité du mariage (non-crédité)